# Universidad Santa María (Venezuela)
La Universidad Santa María es una universidad privada venezolana fundada el 13 de octubre de 1953 por Lola Rodríguez de Fuenmayor.Siendo esta la primera universidad privada de Venezuela. 
Sus sedes cuentan con áreas verdes y una infraestructura. Para el año 2004 contaba con aproximadamente 20 000 estudiantes.

## Historia
En 1953, la educación superior en Venezuela estaba predominantemente bajo la administración estatal. El 13 de octubre de ese año, en la urbanización El Paraíso, frente a la Plaza Madariaga, se fundó una nueva institución de educación superior, la Universidad Santa María.
Las primeras facultades establecidas en la universidad fueron Derecho, Farmacia, Ingeniería y Odontología. Al final de la década de 1950, se añadió la Facultad de Ciencias Económicas y Sociales, que incluía las escuelas de Economía, Administración y Contaduría.
En la década de 1970, la Universidad Santa María expandió su oferta académica al incluir programas de posgrado en diversas disciplinas. Debido al crecimiento en la matrícula estudiantil, la infraestructura original comenzó a resultar insuficiente. En 1991, la universidad fue adquirida por Umberto Petricca, un economista graduado de la misma.
En 1983, se inició la construcción de un nuevo campus en el sector La Florencia, situado al final de la Autopista Francisco Fajardo, Carretera Vieja Petare-Guarenas. En 1985, este lugar se convirtió en la sede central de la Universidad Santa María.

El campus actual de la Universidad Santa María está compuesto por varios edificios destinados a la enseñanza y la práctica estudiantil. Dispone de edificios con aulas, un centro clínico odontológico, salas de producción audiovisual y laboratorios especializados para diversas facultades. Además, el campus cuenta con espacios abiertos, áreas verdes y facilidades deportivas como campos de fútbol y baloncesto. También posee varias áreas de cafetería, incluyendo una que alberga opciones de comida rápida y tiendas variadas.

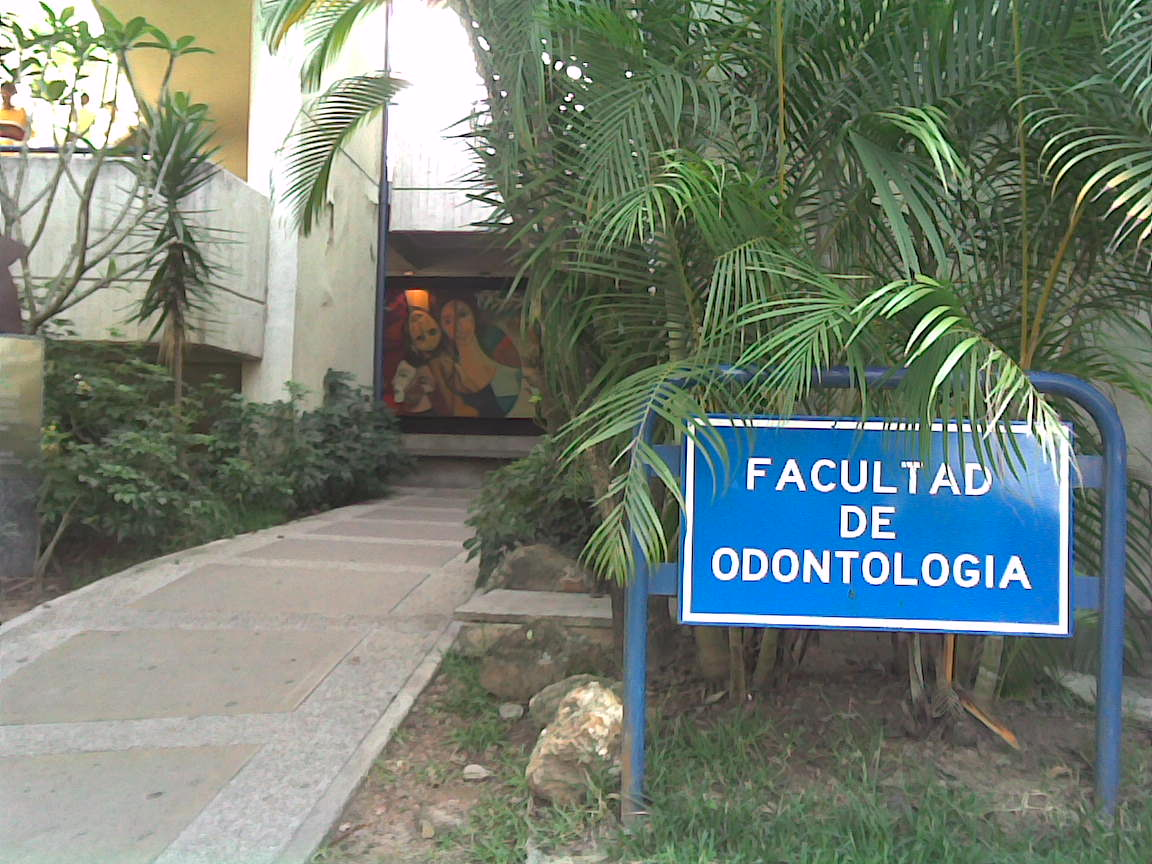
Entrada de la Facultad de Odontología (2008)

### Historia de la Facultad de Odontología

#### Fundación
En 1985, se inició la construcción de la sede principal de una universidad en La Florencia, municipio Sucre, Caracas, Venezuela. La infraestructura planificada incluía más de 7 edificios, una sede administrativa, rectorado, zona de comida y áreas recreativas, como canchas de fútbol y básquetbol. El módulo 10 de los edificios estaba destinado para albergar la primera Facultad de Odontología privada en Venezuela. El diseño original de este proyecto estuvo a cargo del Dr. Julio Alfonso Vaz, expresidente del Colegio de Odontólogos entre 1949 y 1950. Sin embargo, la facultad enfrentó problemas financieros y tuvo que cerrar sus puertas por dos años.
Posteriormente, los propietarios de la universidad, herederos de Doña Lola de Fuenmayor, vendieron la institución al empresario de origen italiano, Umberto Petricca. Bajo su gestión, se finalizó la construcción de la sede y se expandió la oferta académica. En 1996, el Dr. Petricca estableció una comisión, en la que participó el Dr. Luis Alonso Calatrava, para retomar el proyecto de la Facultad de Odontología. Tras su reapertura, la facultad experimentó un proceso de desarrollo dirigido por el Dr. Calatrava, quien junto con un equipo, estableció un nuevo plan de estudios.
Dicha facultad se destacó por ser la primera en el país en comenzar la atención clínica a pacientes desde el segundo año de carrera. Además, se introdujeron diversas innovaciones, como un curso formal de bioseguridad para todos los nuevos ingresantes y la estructuración de la enseñanza en odontología por trimestres, permitiendo un enfoque más detallado en cada especialidad para los estudiantes.

## Símbolos

### Escudo
En su inscripción reza: Universidad Santa María fundada en 1953, al centro las palabras Dios, Patria, Hogar.

### Bandera
Es azul claro con el escudo grabado en el centro, normalmente se coloca en plaza central junto con la bandera nacional.

## Emblemas

### Monumento al estudiante
Está ubicado a pocos metros de la entrada y fue elaborado en 1987 por Ana Beatriz González. Con una altura de 2,20 metros, reposa sobre un pedestal de dos metros.

### Coral de la Santa María
Los estudiantes con habilidades vocales pueden optar por una beca en la Coral USM.

## Logotipo
Formado por las iniciales de la Universidad Santa María y que convalida la papelería formal de la universidad, así como la imagen gráfica institucional.

### Facultades Actuales de la Universidad y Ofertas de Estudio
Actualmente la Universidad Santa María cuenta con cuatro sedes de pregrado y una de postgrado. La sede principal Ubicada en la Florencia Estado Miranda, cuenta con las siguientes Facultades:
- Facultad de Derecho: Escuela de Derecho y Escuela de Estudios Internacionales.
- Facultad de Ciencias Económicas y Sociales (FACES): Escuela de Comunicación Social, Escuela de Administración, Escuela de Contaduría Pública y Escuela de Economía.
- Facultad de Ingeniería y Arquitectura: Escuela de Arquitectura, Escuela de Ingeniería Civil, Escuela de Ingeniería Industrial, Escuela de Ingeniería en Sistemas, Escuela de Ingeniería en Telecomunicaciones.
- Facultad de Odontología.
- Facultad de Farmacia.

## Sedes

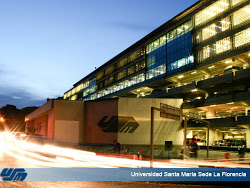
U.S.M. sede La florencia

### Sede Principal, La Florencia
Está construida en un área de 450.000 metros cuadrados aproximadamente, de los cuales 200.000 corresponden la infraestructura que incluye las edificaciones (15 en total, donde se localizan las distintas facultades y las dependencias administrativas), las vías internas de circulación y las áreas verdes. En esta sede funcionan todas las carreras: Administración, Contaduría, Economía, Comunicación Social, Derecho, Estudios Internacionales, Farmacia, Ingeniería Civil, Industrial, de Sistemas y de Telecomunicaciones; Arquitectura y Odontología.

### Agrupaciones Estudiantiles, La Florencia

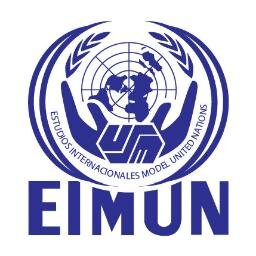
Modelo de Naciones Unidas de la Escuela de Estudios Internacionales de la Universidad Santa María

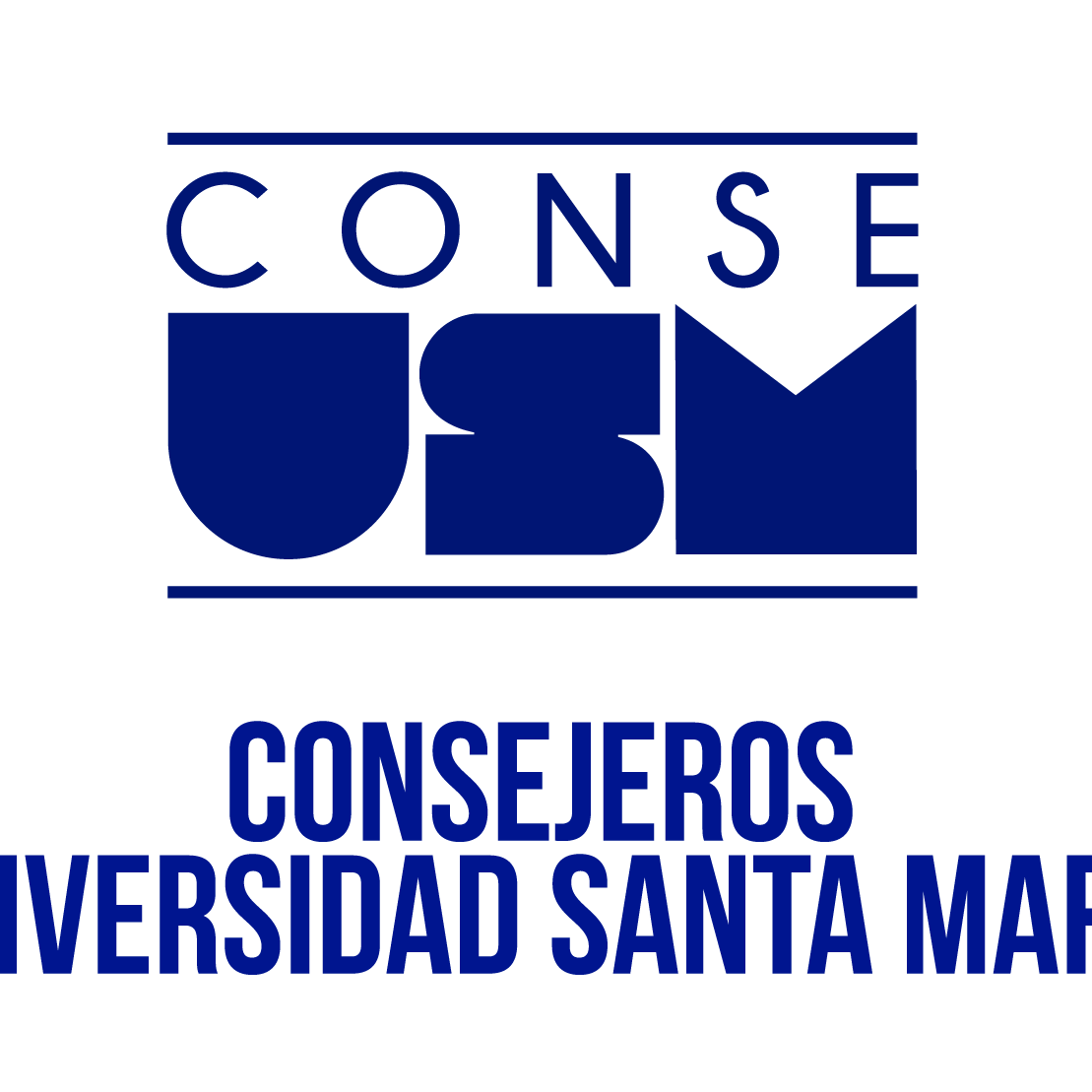
ConseUSM Consejeros Universitarios de la Universidad Santa María.

Según el reglamento universitario la representación estudiantil al gobierno y cogobierno se elige cada dos años en elecciones abiertas, libres y democráticas; Las últimas elecciones se llevaron a cabo el pasado 18 de julio de 2019 donde la plancha Somos Usemistas (La garrita) gana cinco (5) Centros de Estudiantes, cuatro (4) Consejeros de Facultad y dos (2) Consejeros Universitarios y la plancha USM Contamos Contigo gana tres (2) Centros de Estudiantes, un (1) Consejero de Facultad y un (1) Consejero Universitario. La elección de representante ante el consejo universitario por Faces fue suspendida por la comisión electoral por conflictos entre ambas planchas y pautadas para el 4 de diciembre de ese mismo año, donde salió vencedor el candidato por la plancha de Somos Usemistas.
[cita requerida]
- Actualmente se encuentran en gestión del Gobierno Universitario los siguientes Centros Estudiantiles:

- Centro de Estudiantes de la escuela de Derecho (CED USM)
- Centro de Estudiantes de la escuela de Estudios Internacionales (CEEEI USM)
- Centro de Estudiantes de la Facultad de Ingeniería y Arquitectura (CEFIA USM)
- Centro de Estudiantes de la Escuela de Comunicación Social (CECOSSMA USM)
- Centro de Estudiantes Escuelas de Administración, Contaduría y Economía (CEACE USM)
- Centro de Estudiantes de la Facultad de Farmacia (CEF USM)
- Centro de Estudiantes de la Facultad de Odontología (CEO USM)

Al mismo tiempo existen las figuras de los consejeros universitarios, tres (3) en general; uno que representa la Facultad de Derecho(Escuela de Derecho Y Estudios Internacionales) otro la Facultad de Ciencias Económicas y Sociales FACES (Escuelas de Comunicación Social, Economía, Administración y Contaduría) y por último un representante ante la Facultad de Ciencias (Escuelas de Ingeniería Civil, Sistemas, Telecomunicaciones, Industrial, Arquitectura, Farmacia y Odontología). 
- Consejero CIENCIAS: Jesús Alarcón
- Consejero DERECHO: Victoria Calma
- Consejero FACES: Henry Ruiz

El 24 de enero del 2020 en Sesión del Consejo Universitario, los Consejeros Universitarios introdujeron un nuevo reglamento y una nueva estructura del organismo del CONSE USM donde fue aprobado. Este nuevo Reglamento busca agrupar y unificar a todos los representantes estudiantiles con el fin de tener un espacio pluralista, autónomo y unificado para velar por la comunidad estudiantil. Esta estructurado en:
- Comité Ejecutivo
- Comité de Desarrollo Estudiantil
- Cámara de los Consejeros
- Cámara de la Comisión Electoral
- Asamblea General del Conse

También en la sede principal de La Florencia, Barinas y Oriente se encuentran constituidos múltiples equipos estudiantiles que fomentan la vida universitaria en la institución, entre ellos encontramos
- Conse USM
- Somos Usemistas
- Movimiento Estudiantil USM
- Estudiantes por los Estudiantes (ExE)

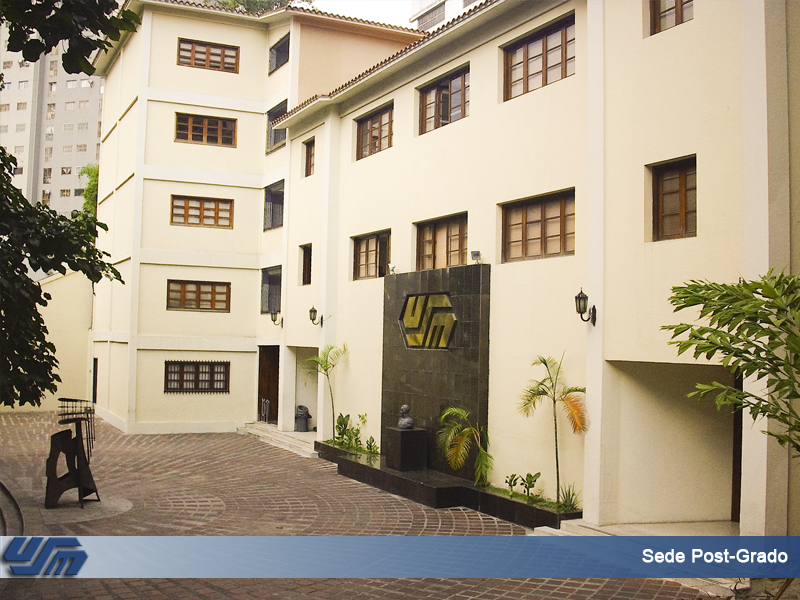
Sede Post-Grado

- Creo USM
- USM Contamos Contigo
- Unión Usemista
- Unidad Usemista

### Sede Post-Grado
La sede original, localizada en El Paraíso, guardando su interés histórico fue totalmente remodelada para convertirla en el gran Centro de Estudios de Posgrado. Actualmente es una edificación apropiada y céntrica, que cuenta con aulas y anfiteatros diseñados para estos estudios. Con biblioteca, estacionamiento y otros servicios que conforman un conjunto de amplia calidad para el desarrollo de las actividades académicas, donde se dictan cursos de extensión, de especialización y maestrías, así como también doctorados. Los estudios en esta sede se llevan con un concepto práctico, funcional, innovador y perfectamente conectado con la realidad nacional.

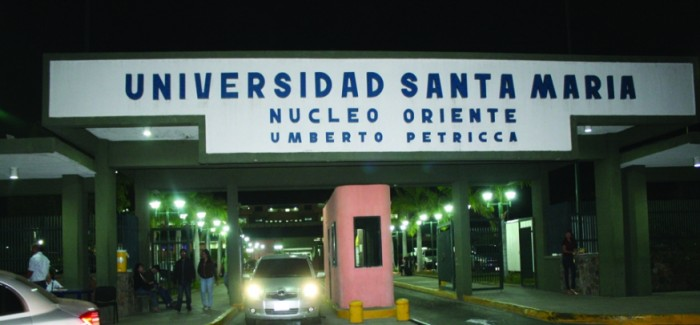
Sede Oriente

### Sede Oriente
Dentro de los proyectos de descentralización en 1994 la Universidad Santa María se establece con sede propia en Barcelona, Estado Anzoátegui, teniendo como base una moderna edificación enclavada en 28.000 metros cuadrados de terreno ubicado en la avenida intercomunal de Barcelona.
Esta importante sede comienza a funcionar el 23 de enero de 1995 y dispone de aulas con diseño aclimatado a la zona; biblioteca, igualmente adaptada al medio ambiente, modernos laboratorios de computación con sofisticados equipos y programas en distintas áreas. Es un complejo educativo con amplios estacionamientos, todos los servicios y una moderna cafetería ubicada en un pequeño centro comercial rodeada de áreas verdes.
En esta sede funcionan las carreras de Derecho, Comunicación Social, Contaduría Pública, Administración, Farmacia, Ingeniería Civil, Industrial y de Sistemas.

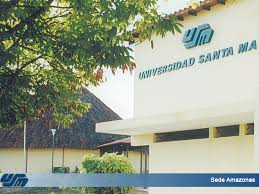
Sede Amazonas

### Sede Amazonas
La Universidad Santa María en su empeño por contribuir con la formación profesional del venezolano, en 1999 fundó en el Estado Amazonas un núcleo universitario donde se imparten las carreras de Derecho, Economía, Contaduría Pública y Administración. Esta sede funciona en dos turnos: mañana y noche.
El núcleo cuenta con amplios y cómodos salones de clase, biblioteca, laboratorio de informática y cafetín cuyas instalaciones están ubicadas en una linda churuata con aire acondicionado. Todo el ambiente está cuidadosamente adaptado al medio ambiente de la región amazónica venezolana y a las necesidades de la comunidad. Es un gran esfuerzo constitucional que contribuye con la unidad familiar y el desarrollo cultural de la región.

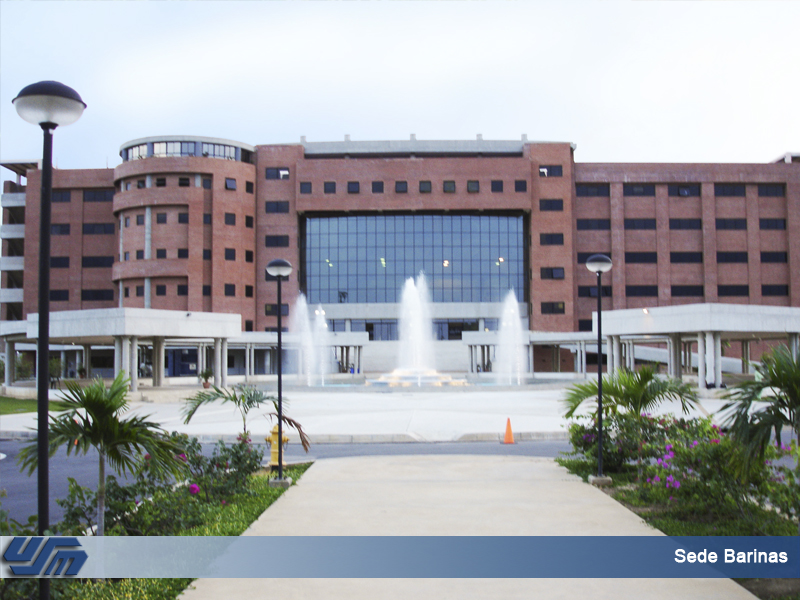
Sede Barinas

### Sede Barinas
Este núcleo inicia sus actividades en el 2004 y surgió como una opción académica para captar a una gran población estudiantil deseosa de formarse en las ciencias sociales, el área científica y administrativa.
En el núcleo se imparten las carreras de Derecho, Comunicación Social, Contaduría, Ingeniería Civil, Industrial y Sistemas.

## Egresados notables
La universidad cuenta con una gran variedad de egresados. Entre ellos puede destacarse:
- Carolina Padrón, Presentadora y periodista
- Joel García (abogado), especialista en Derecho Penal
- Vanessa Gonçalves, Miss Venezuela 2010
- Gustavo Duque, Abogado y Alcalde Municipio Chacao
- Darwin González (político), Político y administrador
- Antonio Ledezma, Abogado y Político
- Luis Olavarrieta Periodista y locutor
- María Teresa Belandria Abogada y Diplomática
- Ana Karina Manco, Abogada y Actriz
- Juan Carlos Gutiérrez, abogado defensor de Leopoldo López
- Inocencio Figueroa Arizaleta (Magistrado TSJ)
- Tania D'Amelio Cardiet (Magistrado TSJ)
- Maarten Vander Berg, odontólogo Miss Venezuela
- Francisco Villarroel, abogado, escritor y cineasta
- Ángel David Revilla, comunicador y escritor